# Björn Vikström
Björn Håkan Vikström, född 17 juli 1963 i Åbo, är en finlandssvensk teolog, professor och biskop.

## Biografi

### Uppväxt och studier
Björn Vikström är son till prästen och biskopen John Vikström och läraren Birgitta Vikström, född Hellberg. Han växte upp i biskopsgården i Borgå, då John Vikström var biskop i Borgå stift åren 1970–1982. Från 1982–1998 var fadern ärkebiskop av Åbo och Finland. Han efterträddes som biskop Borgå stift av sin bror, Björn Vikströms farbror Erik Vikström 1982–2006.
Björn Vikström tog studenten från Borgå gymnasium 1982, och avlade teologie kandidatexamen vid Åbo akademi 1988.

### Präst- och biskopsgärning
Han prästvigdes för Borgå stift 1988, med sin farbror Erik Vikström som vigningsbiskop. Hans första tjänst var som församlingspastor i Matteus församling i Helsingfors. Därefter var han kaplan i Kimito församling1991–-2006.
I september 2009 valdes Vikström till biskop av Borgå stift i biskopsvalet i Borgå stift 2009. I den andra valomgången ställdes Vikström mot Sixten Ekstrand. Valresultatet utföll med 250 röster mot 199. Han vigdes till biskop den 29 november 2009. Biskopsvigningen skedde i Borgå domkyrka 29 november 2009 av ärkebiskop Jukka Parma.
Vid tillträdet sa Vikström att han avsåg att sitta tio år på biskopsstolen, och i enlighet med sitt uttalande avgick han i augusti 2019. Därmed blev han den första biskopen i Borgå stift som avgick av annan orsak än pensionering.[källa behövs] Vikströms uppsägning som biskop ledde till biskopsvalet i Borgå stift 2019, där hans efterträdare Bo-Göran Åstrand valdes. Avskedsmässa med stavnedläggning skedde den 25 augusti 2019.
Som biskop fick Vikström arbeta mycket med omorganisation och församlingssammanslagningar.
Under 2018 var Vikström kandidat till att bli ny ärkebiskop av Åbo och Finland, det vill säga primus inter pares bland Evangelisk-lutherska kyrkans i Finland biskopar. Han deltog som en av fem kandidater i den första valomgången, och var den enda svenskspråkiga kandidaten. Vikström fick näst flest röster efter Tapio Luoma, biskop av Esbo stift. I den andra valomgången ställdes Luoma och Vikström mot varandra, varvid Luoma vann med 56,1 % mot 43,9 % av rösterna.

### Akademisk karriär
Björn Vikström avlade doktorsexamen vid Åbo akademi 2000 på en avhandling om Paul Ricœurs hermeneutik. Avhandlingen fick 2001 års Hallbergska pris av Svenska litteratursällskapet i Finland.
Åren 2006–2009 arbetade Vikström som forsknings- och utbildningsplanerare vid teologiska fakulteten vid Åbo akademi, men lämnade uppdraget när han valdes till biskop. I slutet av sin biskopsperiod sökte han återigen tjänst vid Åbo akademi.
Sedan 2020 är Vikström professor vid Åbo akademi.

## Familj
Björn Vikström är gift med gymnasieläraren och prästen Maria Björkgren-Vikström. Paret har tre barn tillsammans. Björkgren-Vikström prästvigdes för Borgå stift 2020.